# Моисеев, Валентин Трофимович
Валентин Трофимович Моисеев — советский футболист, нападающий.
Будучи в заявке клуба «Спартак» (Москва) на сезон 1953 года не провёл ни одного матча. В 1956—1957 годах сыграл за команду города Ступино 47 игр и забил 6 мячей.
В сезонах 1958—1959 годов в классе «А» играл за «Крылья Советов», провёл 16 матчей, забил один мяч.
Сын Александр — футболист, воспитанник общества «Спартак». Вице-чемпион России по мини-футболу 1995, обладатель Кубка России 1994 года.